# 甲基烯丙基硒醚
甲基烯丙基硒醚是一种有机化合物，化学式为C4H8Se。它可以3-溴丙烯和二甲基二硒为原料反应得到。烯丙醇和甲硒醇在氯化锌存在下反应，会有痕量的甲基烯丙基硒醚生成。在二甲基亚砜中，氢氧化钾可使之异构化为甲基丙烯基硒醚。